# Alexander Krakau

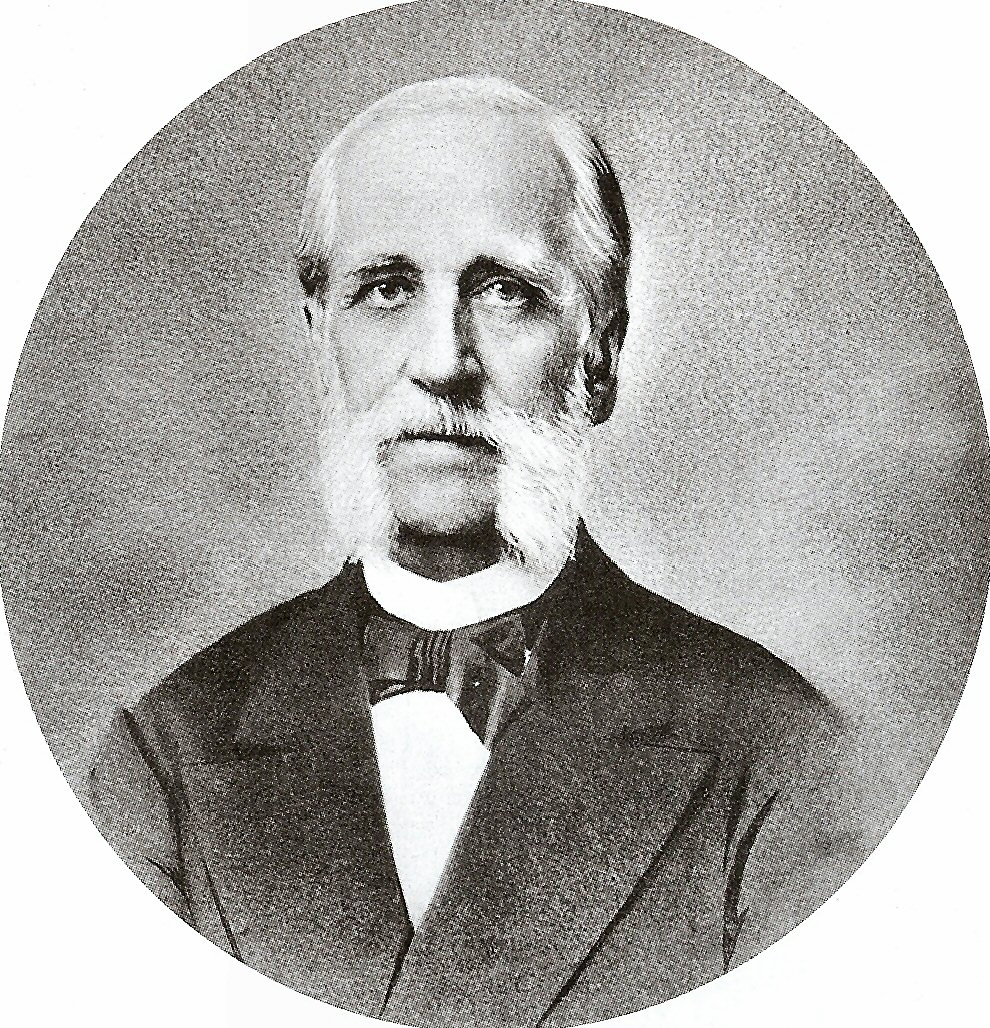
Georg Alexander Krakau (1867)

Georg Alexander Iwanowitsch Krakau (russisch Александр Иванович Кракау; * 8. Apriljul. / 20. April 1817greg. in St. Petersburg; † 12. Apriljul. / 24. April 1888greg. ebenda) war ein russischer Architekt deutscher Herkunft und Hochschullehrer.

## Leben
Alexander Krakaus Vater Johann-Georg Krakau stammte aus Krakow am See und ließ sich Ende des 18. Jahrhunderts in St. Petersburg nieder. Krakau besuchte 1825–1832 die deutsche lutherische Petrischule. Dann studierte er an der Kaiserlichen Akademie der Künste (IACh) in Konstantin Thons Klasse. 1839 schloss Krakau das Studium mit der Großen Goldmedaille ab, mit der ein Stipendium für ein anschließendes Auslandsstudium verbunden war. Jedoch musste er zunächst noch bei Konstantin Thon in der Zeichenkommission für den Bau der Christ-Erlöser-Kathedrale in Moskau mitarbeiten.
1842 reiste Krakau nach Italien zum Studium der Architekturdenkmäler und beteiligte sich an den Arbeiten seiner Studienkollegen Alexander Resanow und Nikolai Benois zur Restaurierung des Doms von Orvieto. Als Krakau 1850 nach St. Petersburg zurückkehrte, erhielt er den Titel Akademiker der Architektur und wurde staatlicher Architekt im Kaiserlichen Zeichenkabinett. 1853 wurde er mit dem Projekt einer griechisch-russischen Kirche zum Professor für Architektur ernannt.

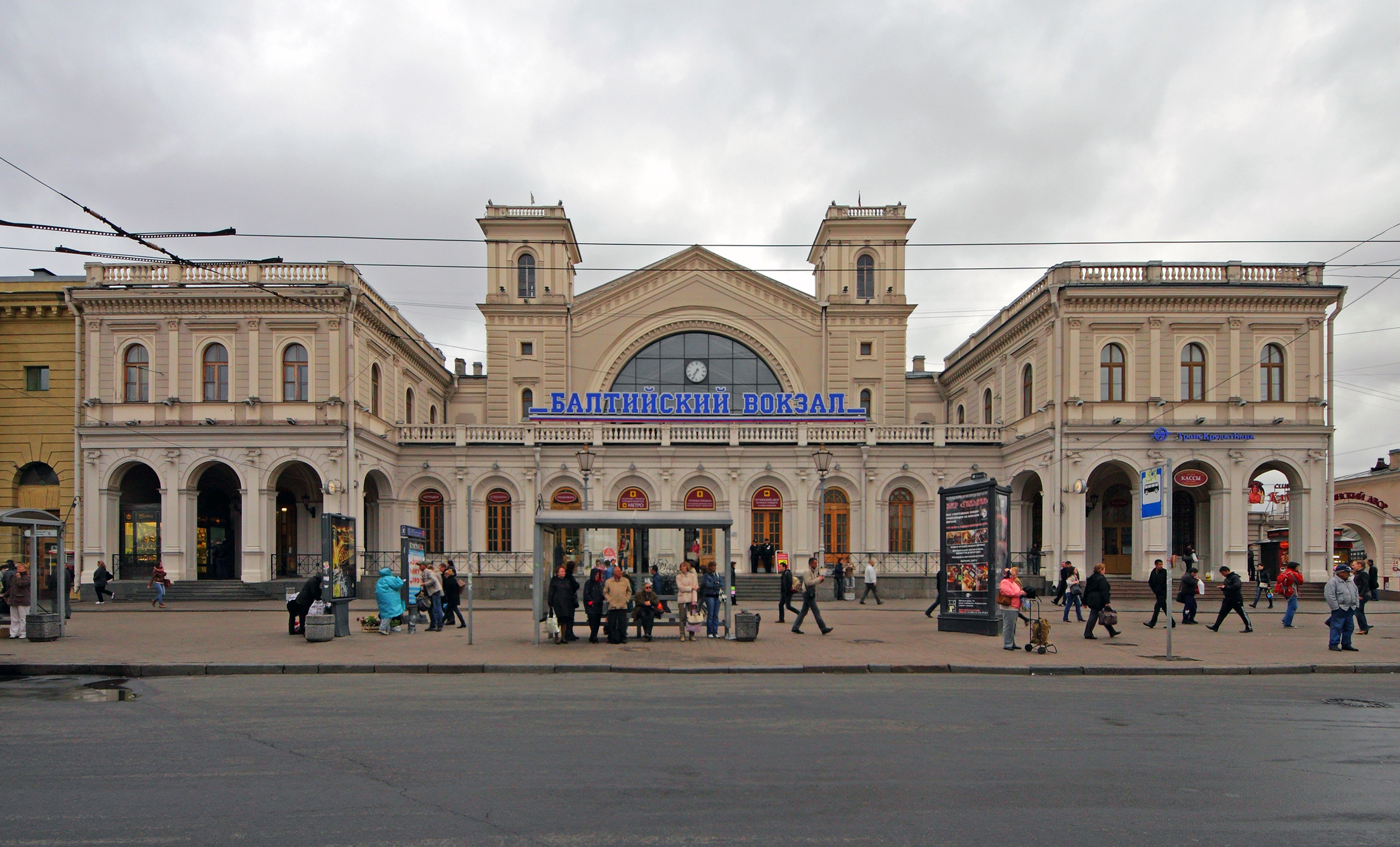
Baltischer Bahnhof, St. Petersburg

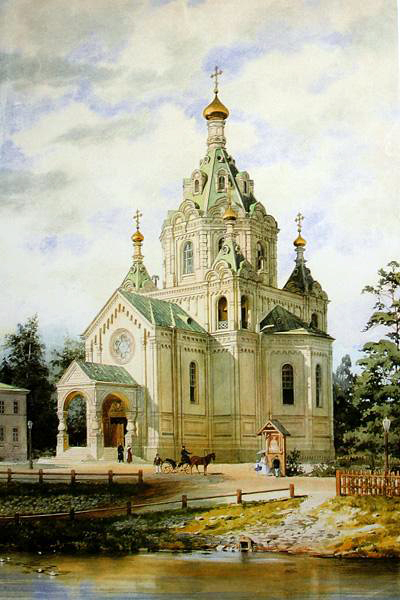
Kirche des Heiligen Nikolaus von Myra, St. Petersburg (Nikolai Benois, 1889)

1854 wurde Krakau Seniorarchitekt der Verwaltung des Ersten Verkehrswegekreises. In dieser Position realisierte er 1855–1857 eines seiner bekanntesten Bauprojekte, den Baltischen Bahnhof in St. Petersburg, der von Baron Alexander von Stieglitz finanziert wurde. Dabei wurde auch eine Villa für von Stieglitz gebaut (1859–1863). Es folgten das Haupttelegrafenamt (1859–1861), Krakaus Mietshaus (1865–1866), in dem er selbst wohnte, und die Kirche des Heiligen Nikolaus von Myra (1866–1871, nicht erhalten).
Ab 1867 lehrte Krakau bis zu seinem Tode Architektur in den Klassen der IACh, wobei der Stil der italienischen Hochrenaissance im Mittelpunkt stand.

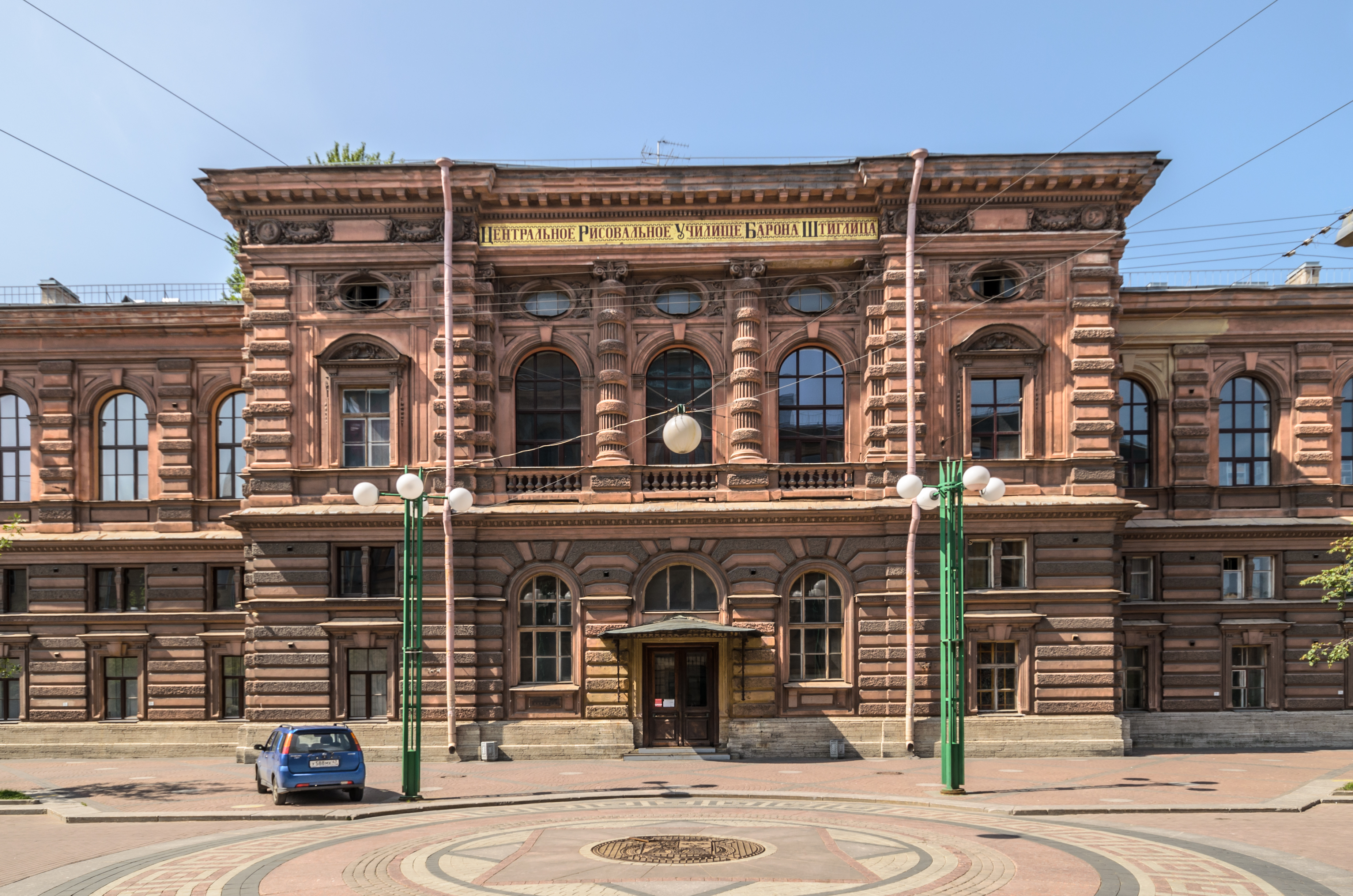
Baron-Stieglitz-Zeichenschule, St. Petersburg

1878–1881 baute Krakau zusammen mit Robert Gödicke die St. Petersburger Zentral-Schule für Technisches Zeichnen des Barons von Stieglitz. Auch baute er für den Baron von Stieglitz eine Datsche auf der St. Petersburger Kamenny-Insel und in Narwa die Stieglitz-Grabeskirche. Seine Bauten wiesen ihn als Vertreter des Eklektizismus aus.
Für seine besonderen Verdienste um die Architektur erhielt Krakau den russischen Sankt-Stanislaus-Orden. 1882 wurde er zum Geheimrat (III. Rangklasse) ernannt. 1885 erhielt er einen erblichen Adelstitel.
Krakau hatte zwei Söhne, den Elektrochemiker Alexander Alexandrowitsch Krakau und den Direktor des St. Petersburger Karl-Iwanowitsch-May-Gymnasiums Wassili Alexandrowitsch Krakau (1857–1934).
Nach Krakaus Tod fand der Trauergottesdienst nach seinem Wunsch in der St. Petersburger lutherischen Sankt-Petri-Kirche statt mit Bestattung auf dem Smolensker Friedhof in der lutherischen Abteilung.